# Knittelsheim
Knittelsheim là một xã thuộc huyện Germersheim, bang Rheinland-Pfalz, phía tây nước Đức. Xã Knittelsheim có diện tích 6,37 km², dân số thời điểm ngày 31 tháng 12 năm 2006 là 1026 người.